# Marietta Szaginian
Marietta Siergiejewna Szaginian (Szahinian) (ros. Мариэтта Сергеевна Шагинян, ur. 21 marca?/2 kwietnia 1888 w Moskwie, zm. 20 marca 1982 tamże) – radziecka pisarka, dziennikarka i działaczka komunistyczna.

## Życiorys
Urodziła się w rodzinie rosyjskich Ormian. Była autorką powieści z życia inteligencji rosyjskiej, kryminalnych oraz biograficznych, a także licznych reportaży i esejów o sztuce i literaturze. Za swoją działalność została uhonorowana Nagrodą Lenina w 1972 roku.
Zmarła 20 marca 1982 roku. Została pochowana na Cmentarzu Ormiańskim w Moskwie.

## Twórczość
- utwory poetyckie: Orientalia (1913)
- powieści z elementami autobiografii: Przygoda damy z towarzystwa (1925, wydanie polskie 1960)
- powieść kryminalna: Miess-Miend, ili Janki w Pietrogradie (1924–1925) – adaptacja filmowa Miss Mend (1926)
- powieść produkcyjna: Zapora wodna (1930–1931, wydanie polskie 1952)
- prace krytycznoliterackie: Goethe (1950)

Źródło:

## Nagrody, odznaczenia i upamiętnienie
- Bohater Pracy Socjalistycznej
- Dwa Ordery Lenina
- Nagroda Stalinowska (1951)
- Order Rewolucji Październikowej
- Cztery Ordery Czerwonego Sztandaru Pracy
- Order Czerwonej Gwiazdy
- Nagroda Leninowska (1972)

Źródło:
Planetoida (2144) Marietta, odkryta w 1975 roku przez radziecką astronom Ludmiłę Czernych, otrzymała swoją nazwę na jej cześć.